# 锡雷
锡雷（法語：Cirey，法語發音：[siʁɛ]）是法国上索恩省的一个市镇，属于沃苏勒区。

## 地理
锡雷（47°23'47"N, 6°7'57"E）面积13.09 平方千米，位于法国勃艮第-弗朗什-孔泰大區上索恩省，该省份为法国东部内陆省份，北起顺时针与孚日省、贝尔福地区省、杜省、汝拉省、科多尔省和上马恩省接壤。
与锡雷接壤的市镇（或旧市镇、城区）包括：吕昂、里涅、瓦勒鲁瓦、博莫特-欧贝尔唐、尚博尔奈莱贝勒沃、里奥、特赖蒂耶方丹、旺德朗。

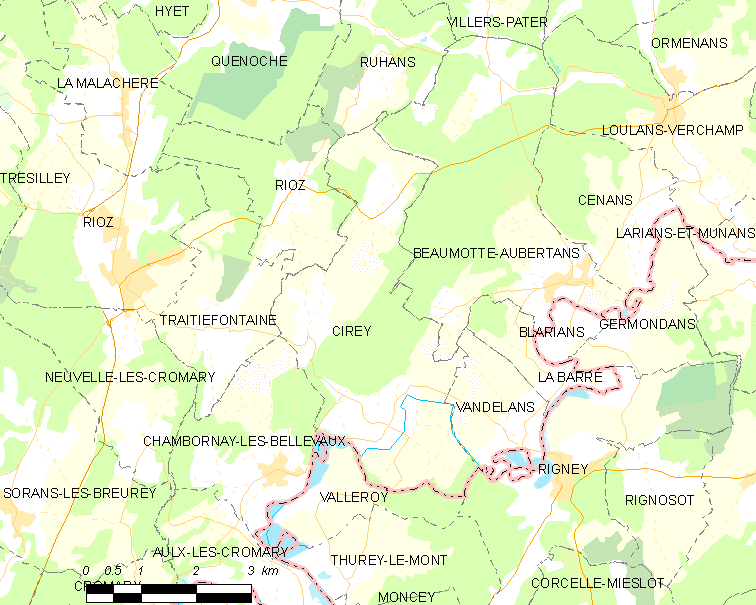
锡雷的OSM定位图

锡雷的时区为UTC+01:00、UTC+02:00（夏令时）。

## 行政
锡雷的邮政编码为70190，INSEE市镇编码为70154。

## 政治
锡雷所属的省级选区为里奥县。

## 人口

1962-2008年间锡雷人口变化图示

锡雷于2022年1月1日时的人口数量为371人。